# Ефремов, Степан Павлович
Степан Павлович Ефремов (7 января 1905 — 24 марта 1983) — советский якутский драматург. Заслуженный деятель искусств Якутии. Заслуженный учитель Якутии.

## Биография
Родился на территории нынешнего Хангаласского улуса Якутии 6 января 1905 года. Учился в миссионерской, а потом церковно-приходской школе. В 1922 году участвовал в разгроме «белых» отрядов. В 1923 году поступил в Якутский педагогический техникум. В 1929 году окончил рабфак в Иркутске. Работал директором Намской средней школы в 1935-1945 годах, инспектором Наркомароса Якутской АССР в 1934-1935 годах. В 1948-1958 годах — учитель и директор II Мальжегарской школы Оржоникидзевского района.
Был директором Якутского драматического театра.
Член КПСС с 1956 года, Делегат V Всесоюзного съезда писателей.

## Творчество
Его первой пьесой стала «Улэһит түүлэ», написанная им в 1924 году. Первым же его опубликованным произведением стала пьеса «Старое и новое» (Эстибит эргэ, сандаарбыт саҥа), изданная в 1927 году. Всего его перу принадлежат более двух десятков пьес, многие из которых были поставлены на сценах театров Якутской АССР. Среди его произведений выделяются драма «Братья» (Ини-бии) о Гражданской войне; пьесы «Шаги» (Хардыылар), «Семья Кирика» (Киирик кэргэннэрэ); комедии «Тихий берег» (Чуумпу кытыл) и «Лэкиэс».